# 英国水路部
英国水路部（えいこくすいろぶ、英語: United Kingdom Hydrographic Office, UKHO）は、英国国防省の執行機関及びトレーディング・ファンド。本部所在地はサマセット州トーントン、職員数は約900名。
世界中の船員および海事機関に対し、水路および海洋地理情報を提供するイギリスの行政機関である。
SOLAS条約の支援、海洋環境の保護、世界貿易の効率化のサポートを行う。他国の水路部および国際水路機関 (IHO) とともに、水路測量、海図の作成、航海術の向上に努めている。